# Huang Qian
Huang Qian, chiń. 黄茜 (ur. 18 lipca 1986 w Chongqing) – chińska szachistka, arcymistrzyni od 2008 roku.

## Kariera szachowa
W latach 1998–2003 kilkukrotnie reprezentowała Chiny na mistrzostwach świata juniorek w różnych kategoriach wiekowych (najlepszy wynik: Oropesa del Mar 2000 – IV m., MŚ do 14 lat). Dwukrotnie zakwalifikowała się do pucharowych turniejów o mistrzostwo świata kobiet, w obu przypadkach przegrywając swoje pojedynki w I rundach (w 2001 r. z Hoàng Thanh Trang, a w 2004 r. z Tatjaną Kosincewą).
W 2010 r. zdobyła tytuł wicemistrzyni, a w 2012 – mistrzyni Chin. Do innych indywidualnych sukcesów Huang Qian należą m.in. dz. II m. w Yongchuan (2003, turniej strefowy, za Xu Yuanyuan, wspólnie z Wang Yu), zdobycie brązowego medalu podczas Olimpiady Sportów Umysłowych (Pekin 2008, w konkurencji szachów szybkich, za Antoanetą Stefanową i Zhao Xue), zdobycie srebrnego medalu indywidualnych mistrzostw Azji kobiet (Subic Bay Freeport 2009, za Zhang Xiaowen) oraz dz. III m. w Pekinie (2009, turniej strefowy, za Shen Yang i Ruan Lufei, wspólnie z Ju Wenjun). W 2013 r. zdobyła w Pasay tytuł indywidualnej mistrzyni Azji.
Wielokrotnie reprezentowała Chiny w rozgrywkach drużynowych, m.in.:
- trzykrotnie na olimpiadach szachowych (w latach 2004, 2010, 2012); czterokrotna medalistka: wspólnie z drużyną – złota (2004) i dwukrotnie srebrna (2010, 2012) oraz indywidualnie – złota (2012 – na IV szachownicy)[4],
- trzykrotnie na drużynowych mistrzostwach świata (w latach 2007, 2009, 2013); czterokrotna medalistka: wspólnie z drużyną – dwukrotnie złota (2007, 2009) i srebrna (2013) oraz indywidualnie – srebrna (2009 ~ na V szachownicy)[5],
- trzykrotnie na drużynowych mistrzostwach Azji (w latach 2003, 2008, 2012); pięciokrotna medalistka: wspólnie z drużyną – trzykrotnie złota (2003, 2008, 2012) oraz indywidualnie – dwukrotnie złota (2008 – na II szachownicy, 2012 – na IV szachownicy)[6].

Najwyższy ranking w dotychczasowej karierze osiągnęła 1 września 2013 r., z wynikiem 2494 punktów zajmowała wówczas 20. miejsce na światowej liście FIDE, jednocześnie zajmując 5. miejsce wśród chińskich szachistek.